# 미카형 증기기관차 304호
미카형 증기기관차 304호(미카型 蒸氣機關車 304號, 미카3-304호)는 대한민국 대한민국의 국가등록문화재로 지정된 증기기관차 차량이다. 1944년 경성공작창에서 조립되어 한반도 전역을 운행했으나, 특이하게도 증기기관차의 운행이 이루어진 적이 없었던 제주특별자치도 제주시에 위치해 있다. 해당 증기기관차는 탄수차의 원형이 그대로 보존된 것으로, 대한민국의 근현대 철도 역사를 조망할 수 있는 특별한 차량 중 하나이다.

## 개요
미카3-304호는 1944년 일본에서 제작되고 조선총독부 철도국 경성공장에서 조립한 텐더식 증기 기관차이다. 부산에서 신의주를 비롯한 전국 철도의 주요 간선을 총 2,264,000 km 운행하다 1967년 8월 디젤 기관차의 등장으로 운행이 중단되었다. 1978년 어린이날에 박정희 대통령의 지시로 기차를 볼 수 없는 섬 지역 어린이들을 위해 제주 삼무공원에 보내졌으며, 1963년 인천공작창에서 제작된 비둘기호 객차 1량이 연결·전시되어 있다. 특히, 탄수차는 중유용으로 개조되지 않고 석탄용 그대로 원형이 남아 있는 국내 유일의 증기 기관차로 사료적 가치가 크다.

## 갤러리

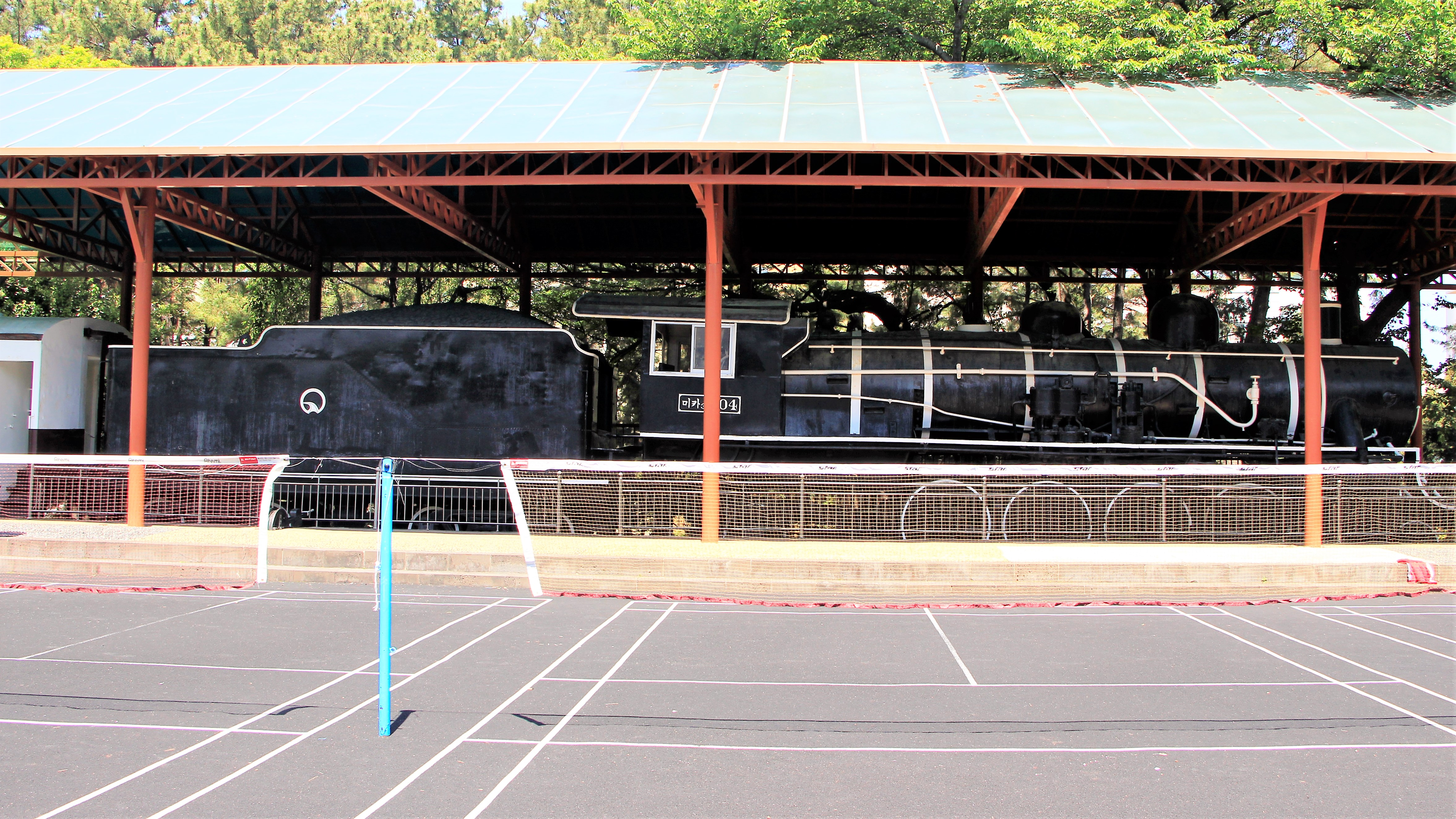
미카형 증기기관차 304호의 측면.
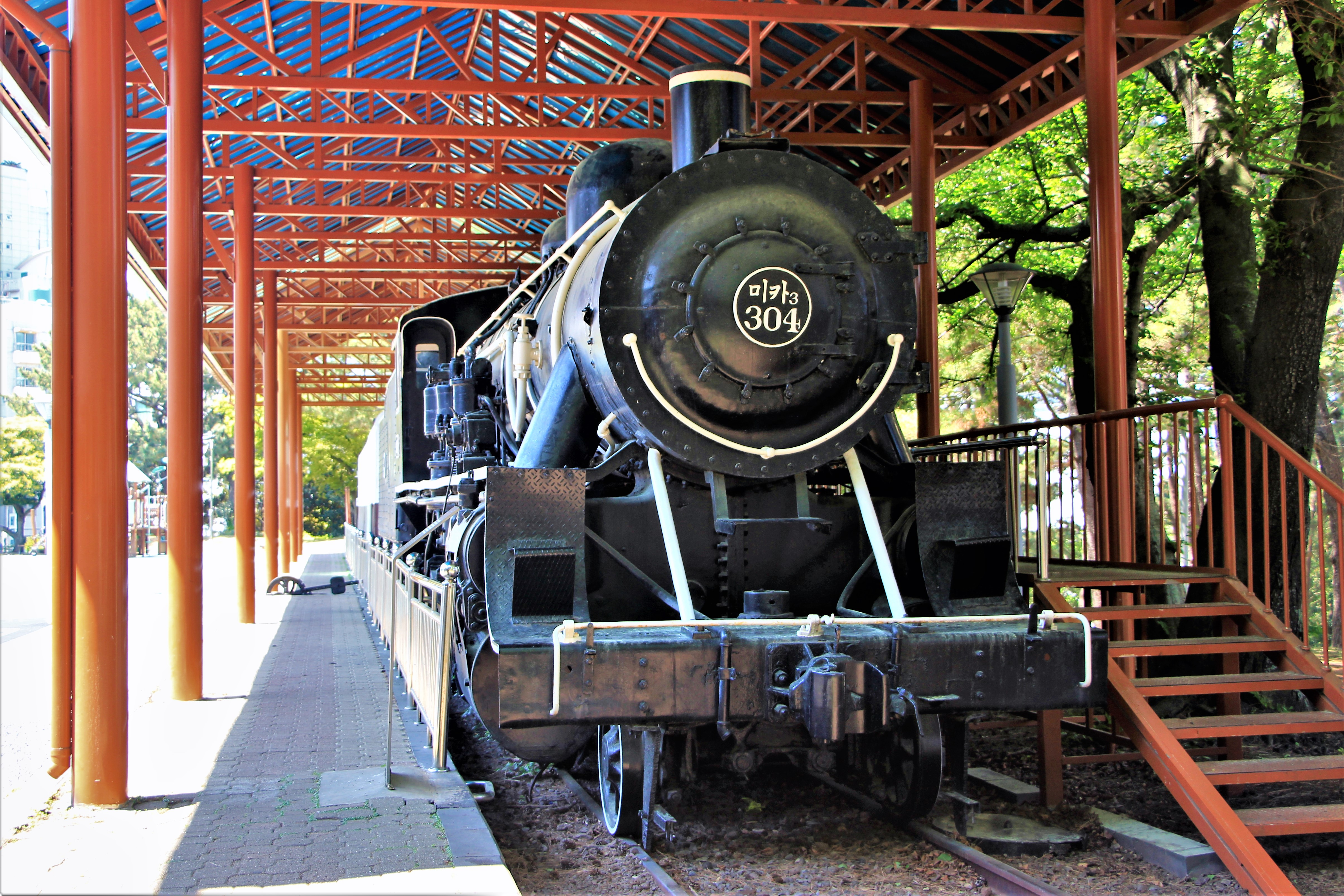
미카형 증기기관차 304호의 전면.